# Джулі Гелдман
Джулі Гелдман (англ. Julie Heldman, нар. 8 грудня 1945) — колишня американська тенісистка.
Досягала півфіналів турнірів Великого шолома в одиночному та парному розрядах.
Найвищу одиночну позицію світового рейтингу — 5 місце досягнула 1969 та 1974 роках.
Завершила кар'єру 1975 року.

## Фінали Туру WTA

### Одиночний розряд 1
| Легенда           |   |
| Grand Slam        | 0 |
| WTA Championships | 0 |
| Tier I            | 0 |
| Tier II           | 0 |
| Tier III          | 0 |
| Tier IV & V       | 0 |
| Олімпійські Ігри  | 0 |

| Результат | Ранг | Дата           | Турнір                                     | Покриття | Опонент         | Рахунок  |
| Поразка   | 1.   | 26 жовтня 1968 | Mexico City Olympics (Exhibition), Мексика | Ґрунт    | Пічіс Бартковіч | 3–6, 2–6 |

### Парний розряд 2 (1–1)
| Легенда           |   |
| Grand Slam        | 0 |
| WTA Championships | 0 |
| Tier I            | 0 |
| Tier II           | 0 |
| Tier III          | 0 |
| Tier IV & V       | 1 |
| Олімпійські Ігри  | 0 |

| Результат | Ранг | Дата           | Турнір                                        | Покриття | Партнер   | Опоненти                           | Рахунок   |
| Поразка   | 1.   | 20 жовтня 1968 | Mexico City Olympics (Demonstration), Мексика | Ґрунт    | Росі Реєс | Едда Будінг Гельга Ніссен Мастгофф | 3–6, 4–6  |
| Перемога  | 2.   | 26 жовтня 1968 | Mexico City Olympics (Exhibition), Мексика    | Ґрунт    | Росі Реєс | Пічіс Бартковіч Валері Зігенфусс   | 6–0, 10–8 |